# Medická záhrada

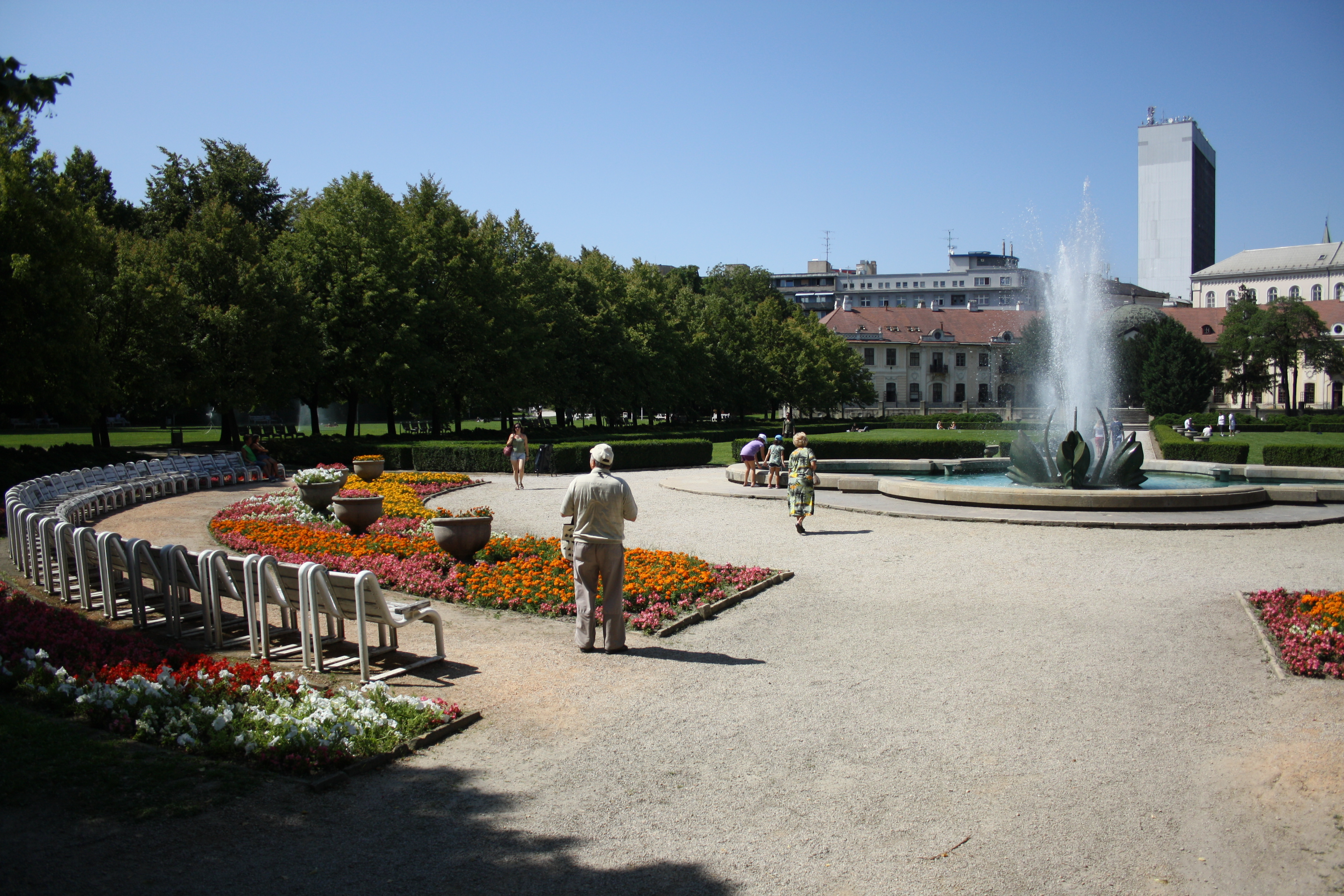
Springbrunnen und Blumenbeeten im Park

Medická záhrada (deutsch wörtlich Medizinergarten) ist ein ca. 3 ha großer Stadtpark im Stadtteil Staré Mesto (deutsch Altstadt) in der slowakischen Hauptstadt Bratislava. Er befindet sich zwischen den Straßen Špitálska, Americké námestie, Sasinkova, Poľná und 29. augusta.
Hervorgegangen ist der Park aus einem Barockgarten des Freiherrn Kutscherfeld und hieß in einem Stadtplan aus dem Jahr 1765 entsprechend der Kutschersfeltische Garten. 1769 erwarb Graf Johann Nepomuk Gobert aus dem Adelsgeschlecht Aspremont-Lynden das Grundstück und ließ bis 1771 das Palais Aspremont am westlichen Rand bauen. Damals war der Garten entsprechend dem Terrain zweigeteilt: Vor der Hauptfassade des Palais gab es eine erhöhte Terrasse mit Rabatten und einer Fontäne, über Treppen gelang man in den tiefer gelegenen Garten mit einem ovalen Parterre und Kastanienalleen an den Seiten. Als 1781 die ungarische Magnatenfamilie Esterházy das Palais mit dem Garten erwarb, organisierte der Fürst regelmäßig groß angelegte Veranstaltungen, vor 1790 konzentrierte hier mehrmals Joseph Haydn mit einem Fürstenorchester.
Als der Pressburger Geschäftsmann Karl Schiffbeck das Palais im Jahr 1862 kaufte, war die ganze Parkanlage in einen Ziergarten sowie Bereiche für Gemüse- und Obstanbau geteilt. Die fortschreitende Urbanisierung des Gebietes führte dazu, dass Randbereiche immer wieder parzelliert und in Baugrundstücke umgewidmet worden waren.
Nachdem das Palais 1920 an die Medizinische Fakultät der Comenius-Universität Bratislava geschenkt wurde, öffnete diese die Parkanlage für die breite Öffentlichkeit. 1985–1988 wurde der Garten nach einem Projekt wesentlich umgestaltet, das sich zwar an den Grundriss des ursprünglichen französischen Gartens hielt, das Projekt wurde aber nicht vollendet, mit neuem Mobiliar und Spielplatz bedeutete dies zudem eine Umwandlung Richtung Stadtpark. Aus der Originalausstattung verblieben keine Plastiken oder sonstige Gartenarchitektur. Heute befindet sich im Park der Springbrunnen Labute (deutsch Schwäne) des Bildhauers Pavol Mikšík sowie Statuen des slowakischen Schriftstellers Martin Kukučín und des ungarischen Dichters Sándor Petőfi.